# Caban (Jacke)

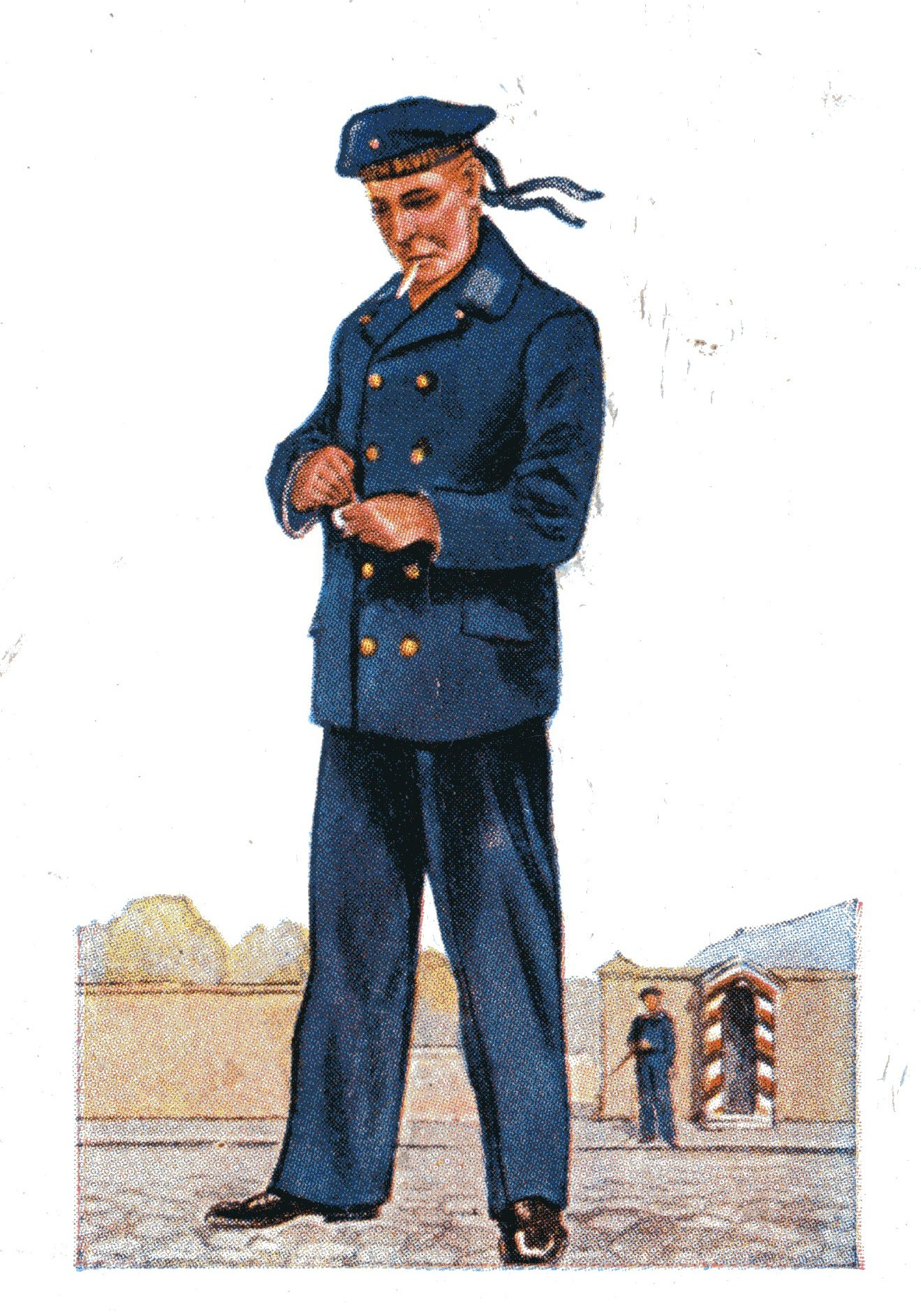
Matrose der Kaiserlichen Marine im Überzieher (Colani) um 1910

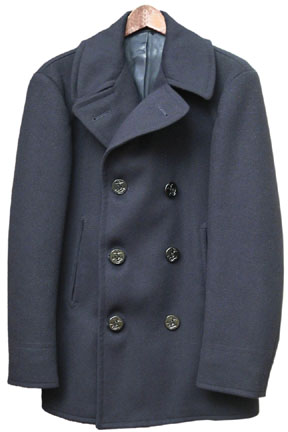
Modell der US Navy

Caban (frz. Regenmantel, Jacke) bezeichnet eine traditionell bei der Marine und der Seefischerei gebräuchliche, zumeist etwa sakkolange Jacke aus engmaschig gewebter Schurwolle.

## Begriffsetablierung
In der US Navy als „Pea Coat“ bezeichnet, ist sie in Deutschland vor allem als Collani, Colani, Kulani oder Kolani bekannt. Eine einheitliche, offizielle Schreib- und Sprechweise gab und gibt es nicht, da die offiziell-dienstliche Bezeichnung in allen deutschen Marinen seit jeher „Überzieher“ ist. Wenig gebräuchlich ist die Bezeichnung Stutzer.
In den deutschen Marinen war und ist der Überzieher Bestandteil der Winterausrüstung für Mannschafts- und Maatendienstgrade.
Auch außerhalb der Marine war das Wort Caban in Gebrauch, beispielsweise zur Bezeichnung von Wettermänteln, auch mit Kapuze, für Radfahrer oder Alpinisten. Er hat sich jedoch im allgemeinen Sprachgebrauch nicht durchgesetzt.

## Preußische Marine und Kaiserliche Marine
Mit Allerhöchster Kabinetts-Ordre (AKO) vom 27. April 1849 wurden Mannschaften und Unteroffiziere der Kgl. Preußischen Marine mit einem auch Peajacket genannten Überzieher ausgestattet. 1859 wurde seitens Marine-Verwaltung das auf Malta angekaufte „Malteser Muster No. 1“ für die weitere Beschaffung bestimmt. Dieses Muster war mit grauer Leinwand gefüttert. Bereits diese Ausführung hatte zwei Reihen mit je 6 Knöpfen, hier aber noch Hornknöpfe. Im April 1862 veranlasste das Marine-Ministerium eine Änderung des Innenfutters, welches nun aus Molton bestand. Im Laufe der Jahre änderte sich die Ausführung nur unwesentlich. Allerdings erhielten die Überzieher 1874 in der nun Kaiserlichen Marine Metallknöpfe und ab Ende 1893 rechtwinklige Patten auf den Enden des Kragens.
Während dieses Zeitraums etablierte sich der Begriff „Collani“. Wann genau, ist unklar, sicher ist, dass ein Teilhaber des Textilunternehmens L.H. Berger, Collani & Co. Namensgeber wurde. Hauptgeschäft und Fabrik dieses preußischen Hoflieferanten befanden sich in Berlin, war aber in den Reichskriegshäfen Wilhelmshaven und Kiel mit Filialen vertreten.

## Reichsmarine und Kriegsmarine
Für die Reichsmarine, ab 1. Juni 1935 Kriegsmarine, regelte die Marinedienstvorschrift M.Dv. Nr. 260 das Bekleidungswesen der Seestreitkraft
Die Ausgabe vom Juli 1938 schreibt eine Ausstattung von 2 Exemplaren Überzieher bei einer Tragezeit von 36 Monaten vor.
Über die Beschaffenheit des Überziehers heißt es:

„Allgemeine Beschreibung: Aus alizaringefärbtem Mannschaftstuch. Leibfutter blauer Molton, Eisengarnärmelfutter. Bestandteile: Zwei Vorder- und zwei Rückenteile. Die Rückenteile sind durch eine senkrechte Mitte leicht miteinander verbunden. Länge des Überziehers: 5 cm unter den Schritt reichend. An jeder Seite des Überziehers, etwa 22 cm vom unteren Rand entfernt eine Außentasche, etwa 15 cm breit und 19 cm tief, mit Patte. Innen auf jeder Seite eine Brusttasche, etwa 15 cm breit und 21 cm tief. Die Ärmel haben etwa 9 cm von der unteren Kante eine Steppnaht, ferner einen 4 bis 5 cm breiten Umschlag. Auf der hinteren Innenseite des Kragens ein Aufhänger aus Futterstoff. Je fünf offene Knopflöcher in den Brustseiten, je ein Knopfloch in den Brustlappen. Kragen: Umlegekragen, Unter- und Oberkragen von Grundtuch, vorn über Mitte der Patte 8 cm und hinten in der Mitte 5,5 cm breit, 1 cm vom Rand eine Steppnaht. Die untere Kragenseite ist abgesteppt. Auf der oberen Kragenseite vorn an beiden Enden eine 6 zu 4 cm große Patte aus kornblumenblauem Tuch. Die Schmalseite sitzt parallel der vorderen Kragenkante und ebenso wie die Längsseite unmittelbar an der Steppnaht. Obermaate und Maate tragen auf den Patten silberne Gespinsttressen von 0,5 cm Breite. Größe, Sitz und Zahl der Knöpfe: Größe I. Vergoldete Knöpfe. Auf jeder Brustseite eine Reihe zu sechs Stück, links mit kurzen, rechts mit langen Ösen. Der oberste Knopf sitzt etwa 5 bis 6 cm unterhalb der Kragennaht, der unterste in gleicher Höhe mit dem oberen Rand der Tasche.“

In einem Zusatz heißt es außerdem:

„Für die Kadetten der Offizierlaufbahn wird ein Überzieher nach Maß aus besserem Tuch, mit Rückennaht und leichtem Futter, jedoch ohne Patten gefertigt.“

## Bundesmarine / Deutsche Marine
Für die Bundesmarine/Deutsche Marine regelte zunächst Zentrale Dienstvorschrift ZDV 37/10, seit 2014 Zentralrichtlinie A2-2630/0-0-5 „Anzugordnung für die Soldatinnen und Soldaten der Bundeswehr“ das Bekleidungswesen.

## Volksmarine
Für die Volksmarine regelte die Dienstvorschrift der Nationalen Volksarmee (NVA) DV 10/5, später DV 010/0/005, „Uniformarten und ihre Trageweise, Bekleidungsvorschrift“ das Bekleidungswesen.
Die Vorschrift legte für das gesamte Bekleidungswesen drei den Jahreszeiten angepasste Trageperioden fest. Neben der Sommerperiode waren dies zwei Übergangsperioden vom 1. März bis 15. April und 1. November bis 30. November sowie die Winterperiode vom 1. Dezember bis 28./29. Februar.
Der Überzieher war für Matrosen im Grundwehrdienst, Unteroffizierschüler, Matrosen und Maate auf Zeit und im Reservistenwehrdienst Bestandteil der Dienst-, Bord-, Ausgangs- und Paradeuniform in den Übergangsperioden und Winterperiode.